# Itamae
Un itamae (板前?) es un cocinero de cocina japonesa, jefe de cocina en grandes restaurantes. El término se puede traducir literalmente como "delante de la tabla", refiriéndose a la tabla de cortar.

## Descripción

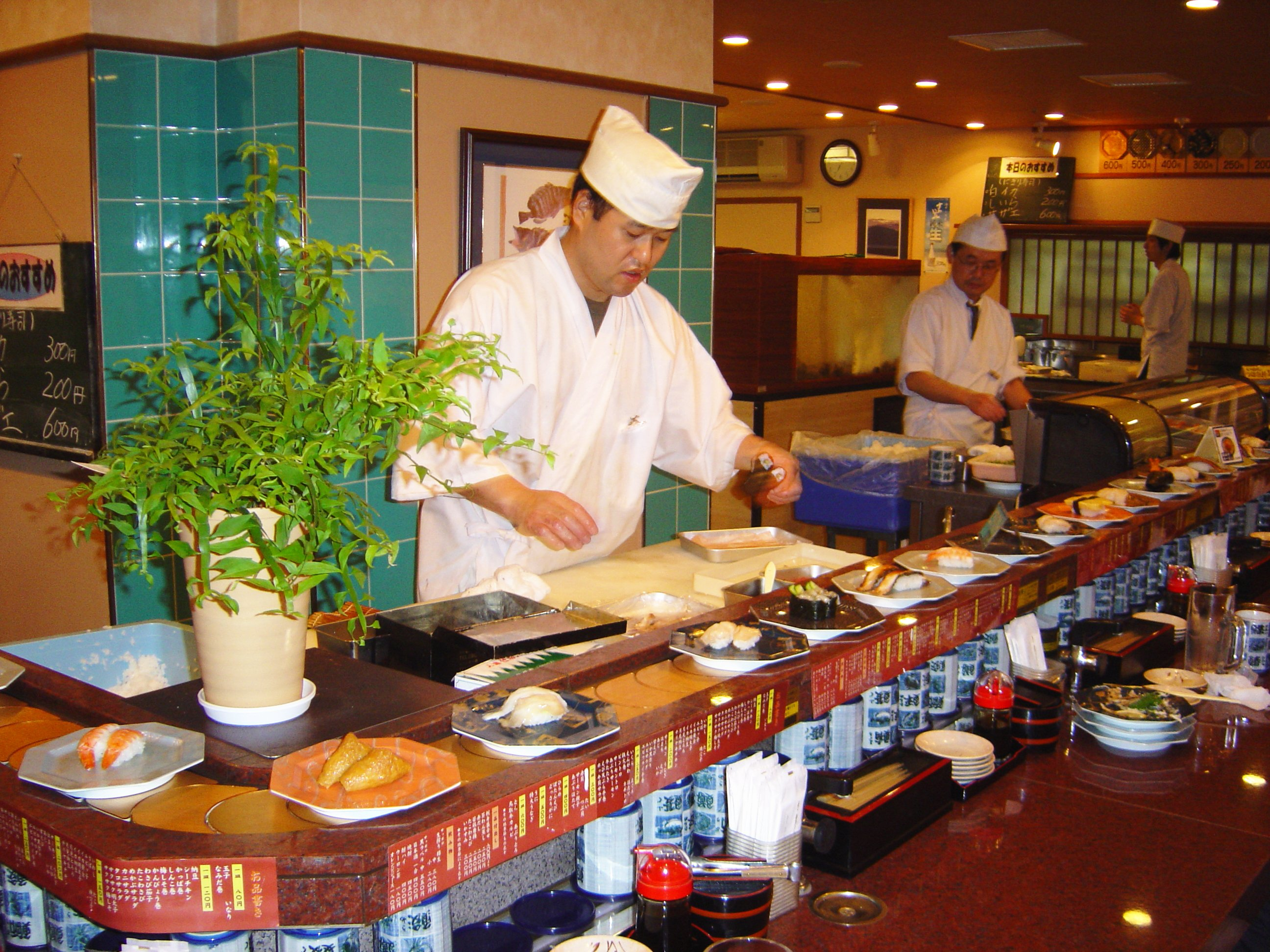
Itamae cocinando

Para ser considerado un itamae no es necesario ser japonés, aunque habitualmente se entiende que las técnicas de la cocina nipona son difíciles de aprender por los no japoneses. El itamae siempre está vestido con su tradicional uniforme y con frecuencia lleva su cuchillo en la cintura.
Dave Lowry, en su libro "The connoisseur's guide to sushi: everything you need to know about sushi" describe cuatro criterios para juzgar a un buen itamae:
- Cómo manipula los productos;
- Cómo maneja sus utensilios, básicamente los cuchillos;
- Cómo trata a sus clientes y
- Cómo se comporta, se mueve y trabaja.
- Como mueve el bote.

En occidente se relaciona al itamae con el sushi al que le suelen llamar «sushiman». En Japón para poder ser considerado un itamae de sushi se requieren años de aprendizaje y trabajo. Luego de cinco años de trabajar con un maestro, el aprendiz está listo para tomar su primera tarea importante relacionada con hacer sushi: la preparación del arroz. El arroz debe ser preparado según las instrucciones estrictas del maestro. Cada restaurante de sushi tiene su propia combinación del arroz cocinado con su mezcla especial de vinagre de arroz. Una vez que el jefe de cocina queda satisfecho con la consistencia del arroz de sushi que el aprendiz realiza diariamente, éste es autorizado a pararse junto al maestro en la barra de sushi. 
Esta promoción lleva al aprendiz a una ubicación más prominente, donde él se para al lado del maestro en la tabla de cortar. Esta posición es llamada "wakiita", que significa "cerca de la tabla de cortar". La siguiente tarea que le es delegada generalmente es la preparación de los ingredientes frescos por el día. Cuando su entrenamiento progresa puede ser autorizado a preparar sushi para clientes que compran comida para llevar. El aprendiz también prepara los ingredientes del sushi, como jengibre rallado, el pescado y la cebolla de verdeo cortada.
Luego de años de entrenar como un wakiita, el cocinero puede ser designado un itamae. Esto significa que le estará permitido pararse delante de la tabla de cortar. En el proceso también se aprende el arte de servir bien a los clientes. 
La creación de sushi es un arte. Existe una leyenda en Japón que un verdadero itamae-san ("san" es un sufijo honorífico) debe ser capaz de crear bolas de arroz en las que todos los granos miren en la misma dirección. Sin embargo, la mayoría de los itamae se contentan con formar la bola en su forma específica, moldeándola con sus dedos para asegurarse su perfección.
La importancia del itamae en la barra tradicional de sushi está todavía presente en Japón, pero no se trasladó al resto del mundo toda la tradición. Por ejemplo, el calcular la cuenta es visto en Japón como parte del arte del itamae y los errores en el cálculo son parte de este arte.